# Oligarhija
Oligarhija (iz starogrških besed ὀλίγοι (olígoi) = malo in ἀρχή (arkhé) = vlada; torej "vlada (samo) nekaterih") je oblika vladavine, kjer je politična moč v rokah peščice ljudi. Običajno na podlagi sorodstvenih vezi (tradicije), bogastva ali vojaške moči.
Oligarhija se lahko razvije iz monarhije, ko skupina posameznikov prisili monarha k delitvi oblasti. Znan tak primer je, ko je skupina angleških plemičev od Ivana Brez dežele izsilila podpis Velike listine svoboščin, ki je močno omejila pravice kraljev. Pogostejši pa je obraten proces, kjer posameznik znotraj te peščice sčasoma prevlada. Na ta način je nastala večina evropskih monarhij v srednjem veku.